# История на българите в Мизия
История на българите в Мизия е историческа книга с автор Йохан Кристиян фон Енгел, издадена за първи път през 1797 година. Йохан Кристиан фон Енгел е роден в семейство на протестанти през 1770 г. в Левоча, Австрия и умира във Виена през 1814 г.
Учи и завършва история и класическа филология в Гьотинген.
В книгите се разказва за България, от периода на разселение на прабългарите до Османското владичество през 18 век. Тя предлага различни интерпретации за произхода на българите, разказва за покръстването, живота по време на османското владичество и други важни периоди. С тази книга се поставят основите на тюркската теза за произхода на прабългарите.